# Mickey's Christmas Carol
Mickey's Christmas Carol (bra: O Conto de Natal do Mickey; prt: Um Conto de Natal do Mickey) é um curta-metragem de animação feito pelos estúdios Disney, tendo sido lançado em 1983, inspirado pela história clássica de Charles Dickens A Christmas Carol.
O curta conta com Tio Patinhas no papel de Ebenezer Scrooge (personagem que inspirou seu nome original, Scrooge McDuck), um velho egoísta e avarento que não tinha limites para sua ganância e desprezava sentimentos como amor, amizade e generosidade. Até que, em uma véspera de Natal, ele foi visitado pelos Três Fantasmas do Natal, que o fizeram compreender qual seria o seu destino final se ele não mudasse seus atos.

## Sinopse
Na véspera de natal de 1843, na Inglaterra Vitoriana, enquanto todos estão no espírito alegre de Natal, vê-se Ebenezer Scrooge (Tio Patinhas) em direção ao seu escritório de contabilidade, o qual era também de seu falecido sócio Jacob Marley (Pateta), de cuja morte naquele dia fazia 7 anos. Jacob, quando vivo, era ganancioso assim como seu parceiro; roubava das viúvas e tapeava os pobres. Quando morreu, deixou dinheiro para Ebenezer pagar sua sepultura, porém ele o enterrou no mar. Com Scrooge trabalha seu empregado explorado e mal remunerado Bob Cratchit (Mickey Mouse), que recebe dois xelins e um penny por dia, aumento que ganhou havia três anos por lavar a roupa de Ebenezer. Bob pede a Ebenezer "meio dia de folga" para ficar com sua família no dia de Natal, sob a condição de reduzir meio dia de salário. O alegre sobrinho de Ebenezer, Fred (Pato Donald) chega convidando o tio para a ceia de natal com ganso assado com recheio de castanhas, pudim com calda de limão, frutas cristalizadas e docinhos deliciosos, porém Ebenezer se aborrece afirmando que não pode comer esse tipo de comida, expulsando seu sobrinho do escritório. Entretanto, Fred deixa uma coroa de natal na maçaneta da porta desejando "Feliz Natal". Ebenezer deseja "Feliz Bobagem" a Fred. Enquanto isso, dois coletores, Rato e Toupeira, pedem doações aos pobres; Ebenezer nega dizendo que, se "doar seu dinheiro", os pobres deixarão de ser pobres e os coletores não teriam mais trabalho, e pede para que não façam mais isso na véspera de Natal e para que se retirem, colocando a coroa de Natal no nariz da toupeira, bem como dizendo que trabalhou a vida toda para ganhar dinheiro e que as pessoas querem que ele o jogue fora.
Por volta das 19h, Bob termina seu trabalho e se prepara para ir embora, porém Ebenezer diz que ele está dois minutos adiantado, mas que será perdoado contanto que chegue ao escritório mais cedo no dia seguinte. Ebenezer sai do escritório mais tarde por volta das 21h e vai sozinho para casa pelas ruas vazias no meio da neve. Quando chega em sua casa, ele se encontra com o fantasma de Jacob Marley em seu quarto, contando que, por causa da sua ganância e ambição, ele está condenado a carregar correntes pesadas por toda a eternidade, ou talvez por ainda mais tempo. Seu antigo sócio o alerta de que ele será visitado por três espíritos e diz para fazer o que eles mandarem, ou então suas correntes serão ainda mais pesadas. Jacob Marley se despede de Ebenezer evitando tropeçar em sua bengala, porém cai da escada.
Fantasma do Natal Passado
Mais tarde, quando Ebenezer vai dormir, ele é visitado pelo Fantasma do Natal Passado (Grilo Falante), levando Ebenezer ao seu passado em uma festa de Natal na fábrica de seu antigo patrão Fezzywig, alegando nunca mais ter trabalhado para um homem tão bom, mostrando seus melhores amigos, ele vê a si próprio tímido em um canto antes de se tornar um infeliz avarento destruído pela ganância. Sua obsessão por dinheiro o levou a quebrar o coração de sua noiva Isabel (Margarida), porque executou a hipoteca do chalé que ela havia reservado para a lua de mel.
Fantasma do Natal Presente
Ebenezer, frustrado com suas atitudes, recebe a visita do Fantasma do Natal Presente (Willie, o Gigante), mostrando a Ebenezer o alimento da generosidade que ele nega a seus semelhantes. O fantasma então leva Ebenezer a casa de Bob e mostra-lhe sua família, que, apesar da pobreza e com o pouco que tem, prezam a festa de Natal. O filho mais novo de Bob, o pequeno Tim, está doente, andando com a ajuda de uma muleta, e Willie revela que se a situação financeira da família não mudar uma grande tragédia irá acontecer ao pequeno Tim. Ebenezer se desespera perguntando ao fantasma o destino de Tim.
Fantasma do Natal Futuro
Desesperado com o que irá acontecer com o filho de Bob, Ebenezer se vê em um cemitério na frente de uma lápide com o Fantasma do Natal Futuro (Bafo de Onça). Ele pergunta ao fantasma o que irá acontecer com o pequeno Tim, e o fantasma aponta para um morro acima mostrando Bob e sua família em frente a uma lápide, colocando a bengala de Tim em sua parte superior. Derramando uma lágrima, Ebenezer diz ao espirito que não queria que aquilo acontecesse e pergunta se tudo aquilo poderia ser mudado. Ele escuta dois coveiros rindo, porque estavam cavando um túmulo para alguém a cujo funeral não haviam comparecido parentes ou amigos para que se despedissem. Os dois coveiros param para descansar alegando que quem estava ali enterrado não iria a lugar algum e poderia esperar. Então Ebenezer chega próximo à cova e pergunta ao fantasma de quem era aquela cova, o qual acende um fósforo revelando o nome "Ebenezer Scrooge" na lápide, e o empurra para dentro da cova chamando Ebenezer de "o homem mais rico do cemitério". Apesar de tentar se salvar, Ebenezer, ao cair dentro da cova, acorda e vê que tudo não passou de um sonho.
No entanto, Scrooge acorda vendo que não perdeu o Natal e que teria mais uma chance de mudar suas atitudes. Ele sai nas ruas desejando feliz Natal a todos e encontra o Rato e a Toupeira que pediam doações e lhes doa 100 soberanos de ouro. Logo após esse acontecimento, encontra seu sobrinho Fred dizendo que irá à ceia de natal em sua casa, pois gosta de frutas cristalizadas e docinhos deliciosos. Depois ele sai de uma loja de brinquedos e vai para a casa de Bob com um saco; quando chega à casa de Bob ele o engana dizendo que lhe teria mais trabalho, até que enfim anuncia que lhe dará um aumento e fará dele seu sócio. Por fim, Ebenezer senta-se em uma cadeira de balanço com o pequeno Tim e os filhos de Bob, mostrando-se uma pessoa boa e desejando feliz Natal. O pequeno Tim, então, pede para que Deus abençoe a todos nós.

## Elenco
| Personagem                | Papel                      | Voz original              |
| ------------------------- | -------------------------- | ------------------------- |
| Tio Patinhas              | Ebenezer Scrooge           | Alan Young                |
| Mickey Mouse              | Bob Cratchit               | Wayne Allwine             |
| Pateta                    | Jacob Marley               | Hal Smith                 |
| Grilo Falante             | Fantasma do Natal Passado  | Eddie Carroll             |
| Willie                    | Fantasma do Natal Presente | Will Ryan                 |
| Bafo-de-Onça              | Fantasma do Natal Futuro   | Will Ryan                 |
| Pato Donald               | Fred Scrooge               | Clarence Nash             |
| Margarida                 | Isabel                     | Patricia Parris           |
| Sr. Sapo                  | Fezzywig                   | Nenhum (sem diálogos)     |
| Minnie Mouse              | Emily Cratchit             | Nenhum (sem diálogos)     |
| Zazá ou Zizi              | Martha Cratchit            | Nenhum (sem diálogos)     |
| Chiquinho e Francisquinho | Peter Cratchit             | Nenhum (sem diálogos)     |
| Chiquinho e Francisquinho | Pequeno Timmy              | Dick Billingsley          |
| Rato e Verruga            | Coletores de doações       | Hal Smith e Will Ryan     |
| Otto                      | Mendigo                    | Wayne Allwine             |
| Doninhas                  | Coveiros                   | Wayne Allwine e Will Ryan |

## Prêmios e indicações
- Mickey's Christmas Carol recebeu uma indicação ao Oscar na categoria "Melhor Curta de Animação".